# Hyperia leptura
Hyperia leptura är en kräftdjursart som beskrevs av Bowman 1973. Hyperia leptura ingår i släktet Hyperia och familjen Hyperiidae. Inga underarter finns listade i Catalogue of Life.